# Altreu
Altreu (in 1280 Altrua genoemd en in 1330 Altrüwe) is een dorp gelegen aan de Aare dat behoort tot de gemeente Selzach. Altreu ligt 429 meter boven de zeespiegel en 7 km westzuidwestelijk van kantonshoofdstad Solothurn. Het dorp ligt op de noordelijke oever van de Aare en grenst aan de uitmonding van de Haagbeek en Selzacherbeek in de Aare.

## Economie
Altreu ligt in het intensief benutte landschap van de Aare-vlakte. In dit gebied leven nog veel bewoners van de landbouw. In het noorden bevindt zich een groter machinebankwerkbedrijf. Tamelijk veel dorpsbewoners pendelen dagelijks naar hun werk in de vlakbijgelegen steden Solothurn en Grenchen.

## Vrije tijd
Altreu, gelegen aan de kronkelige rivier de Aare, is een geliefd oord voor wandelaars. Het staat binnen en buiten de Zwitserse grenzen bekend om zijn ooievaarskolonie. De eerste kolonie werd in 1948 gevormd.
In Altreu bevindt zich ook een geliefd openluchtzwembad, dat in de zomer door vele mensen uit de omgeving wordt bezocht.

## Verkeer
Het dorp ligt buiten de grotere verkeersroutes en is beperkt bereikbaar via Selzach. Altreu zelf is niet aangesloten op het openbaar vervoer. Het station Selzach (op de spoorlijn Solothurn-Bern) ligt ongeveer 1 km van de dorpskern van Altreu verwijderd. De Aare kan met een pont worden overgestoken. Ten slotte is Altreu een geliefde stop voor passagiersscheepvaart tussen Solothurn en Biel.

## Geschiedenis
Altreu was vermoedelijk bezet in de Romeinse tijd. Tijdens opgravingen in 1992 konden echter geen sporen van een Romeinse nederzetting gevonden worden. Wel werden restanten van middeleeuwse muren gevonden.
De eerste oorkondelijke vermelding van het oord werd gedaan in 1280 onder de naam Altrua. Vanaf 1330 benaming Altrüwe gangbaar geworden. In ongeveer 1260 stichtte de graven von Neuenburg-Strassberg het middeleeuws stadje Altreu, dat uit muren, grachten en een burcht bestond. Daarna werd een houten brug over de Aare gebouwd. Het stadje had een grootte van ongeveer 120 bij 180 meter en bood plaats aan 150 - 200 inwoners.
Het behoorde eerst bij heerschap Strassberg. Toen het noordelijke aan de Aare gelegen deel van deze heerschap zich in 1309 losmaakte, werd het middelpunt van de nieuwe heerschap Altreu, waartoe ook Selzach, Bettlach en het westelijke deel van Lommiswil behoorde. In het jaar 1340 kwam het heerschap Altreu door een verkoop in handen van Graaf Rudolf von Nidau.
Het inmiddels meer dan 100 jaar bestaande stadje Altreu werd in 1375 door de Guglern verwoest. Deze zette ook de Aare-brug in brand en deze werd daarna niet meer opgebouwd.
De Aare veranderde van stroom door erosie en slib en het stadsgebied werd telkens meer bedreigd. Het heerschap Altreu hield stand en werd in 1377 door Solothurner Bürger Rudolf Sefrid von Erlach verworven. In 1389 viel het onder bestuur van de stad Solothurn en werd in 1393 aan voogdij Lebern overgedaan.
Vlak bij het voormalige stadje vormde zich een gehucht dat bij het er vlakbij gelegen oord Selzach behoorde en tot 1831 een zeker autonomie bezat. Na de val van het oude regime behoorde sinds 1798 Altreu tot Solothurn en vanaf 1803 weer tot district Lebern.

## Bezienswaardigheden
De kapel Mariahilf werd in 1819 gesticht en in 1973 voor het laatst gerenoveerd.

## Foto's

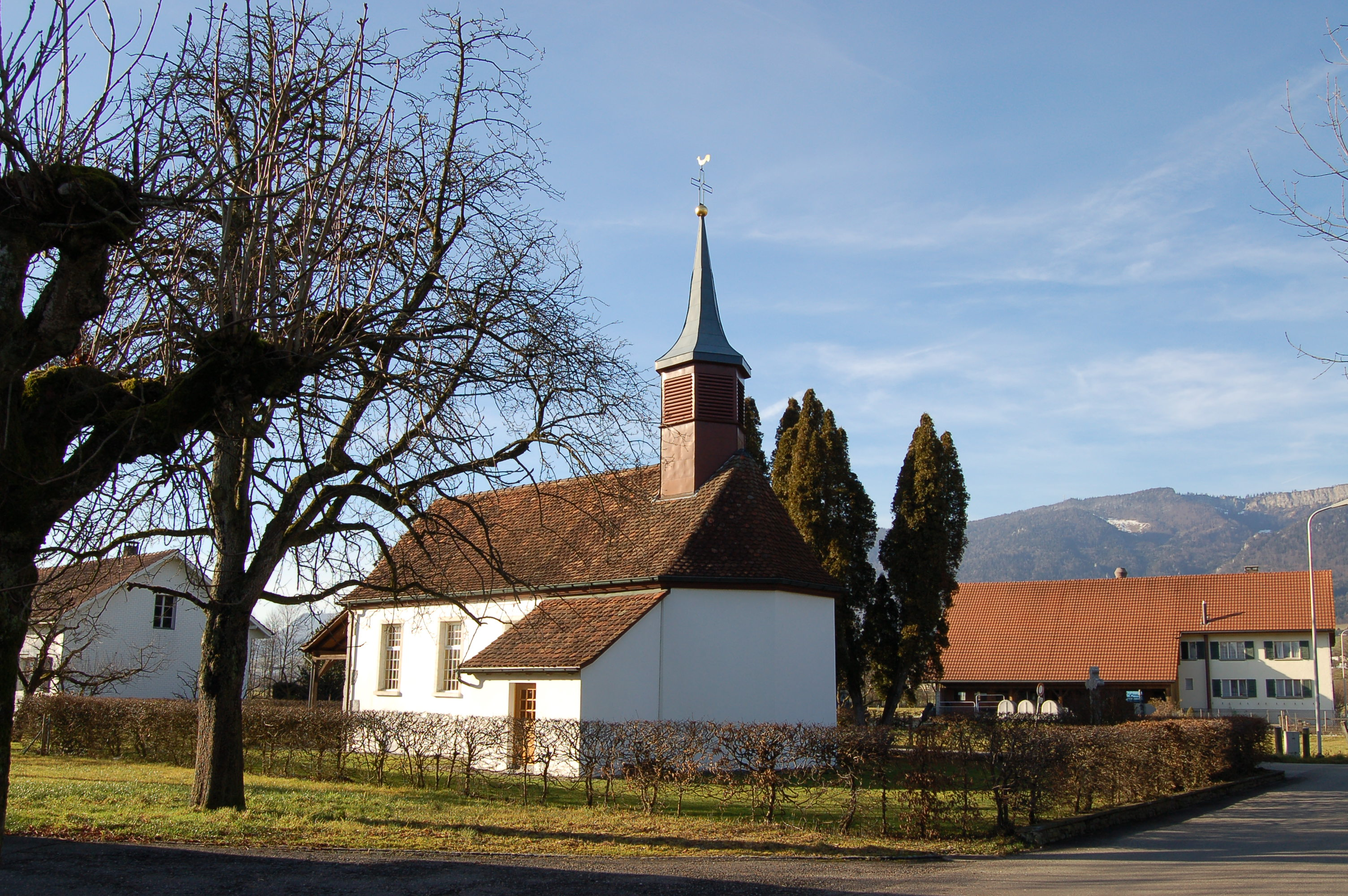
Kapel
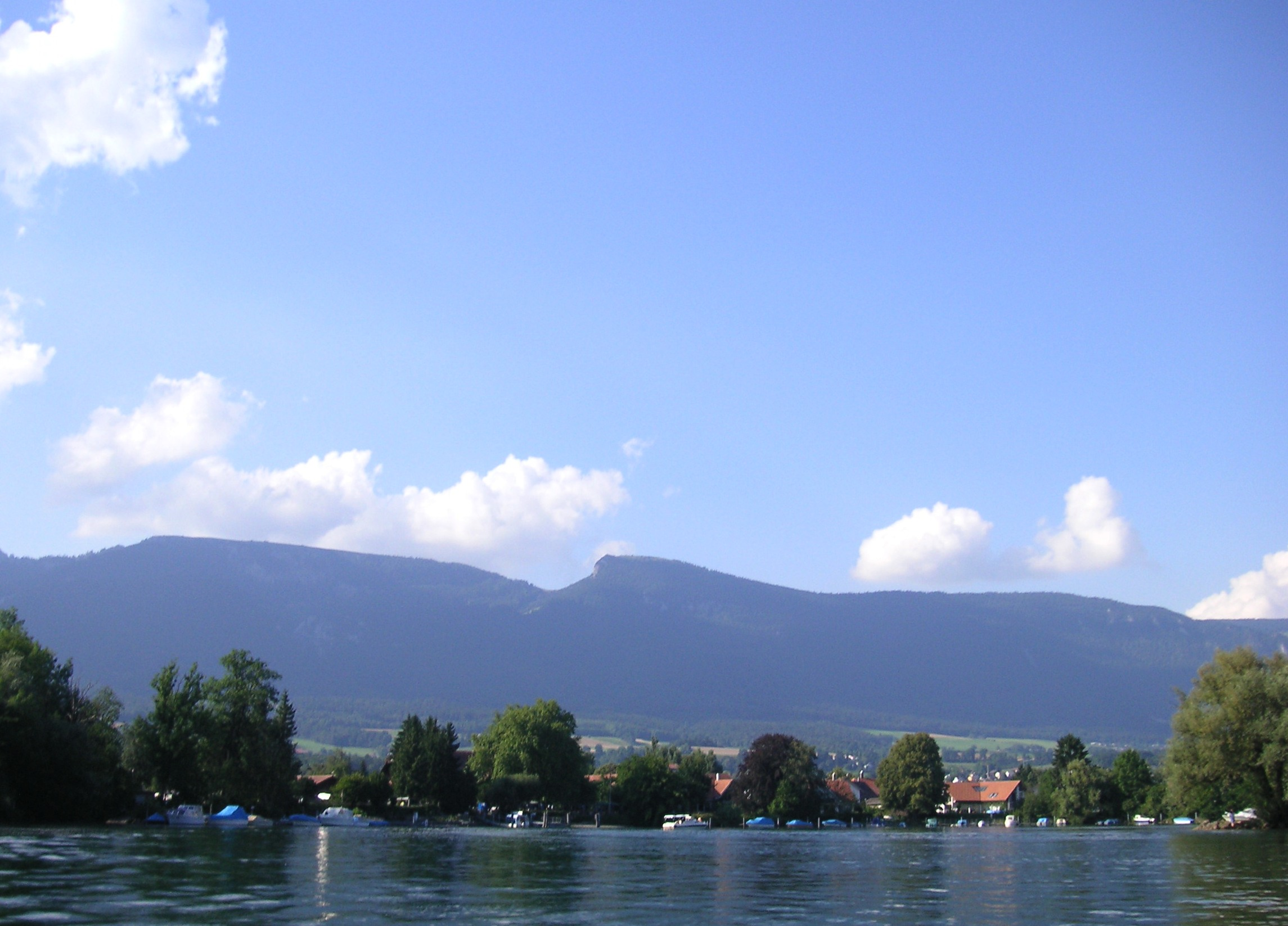
Hasenmatt
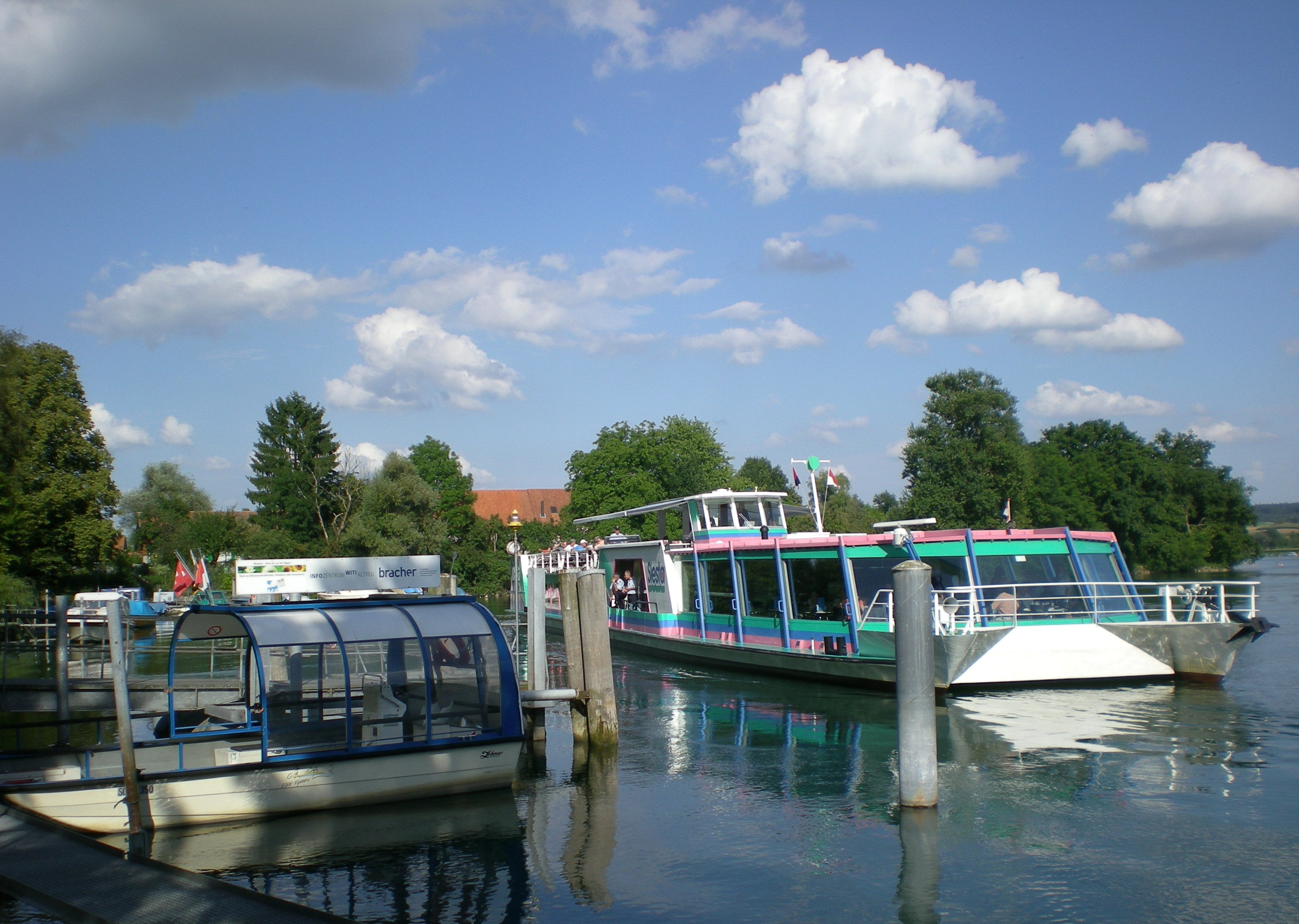
Pont en catamaran Romandie
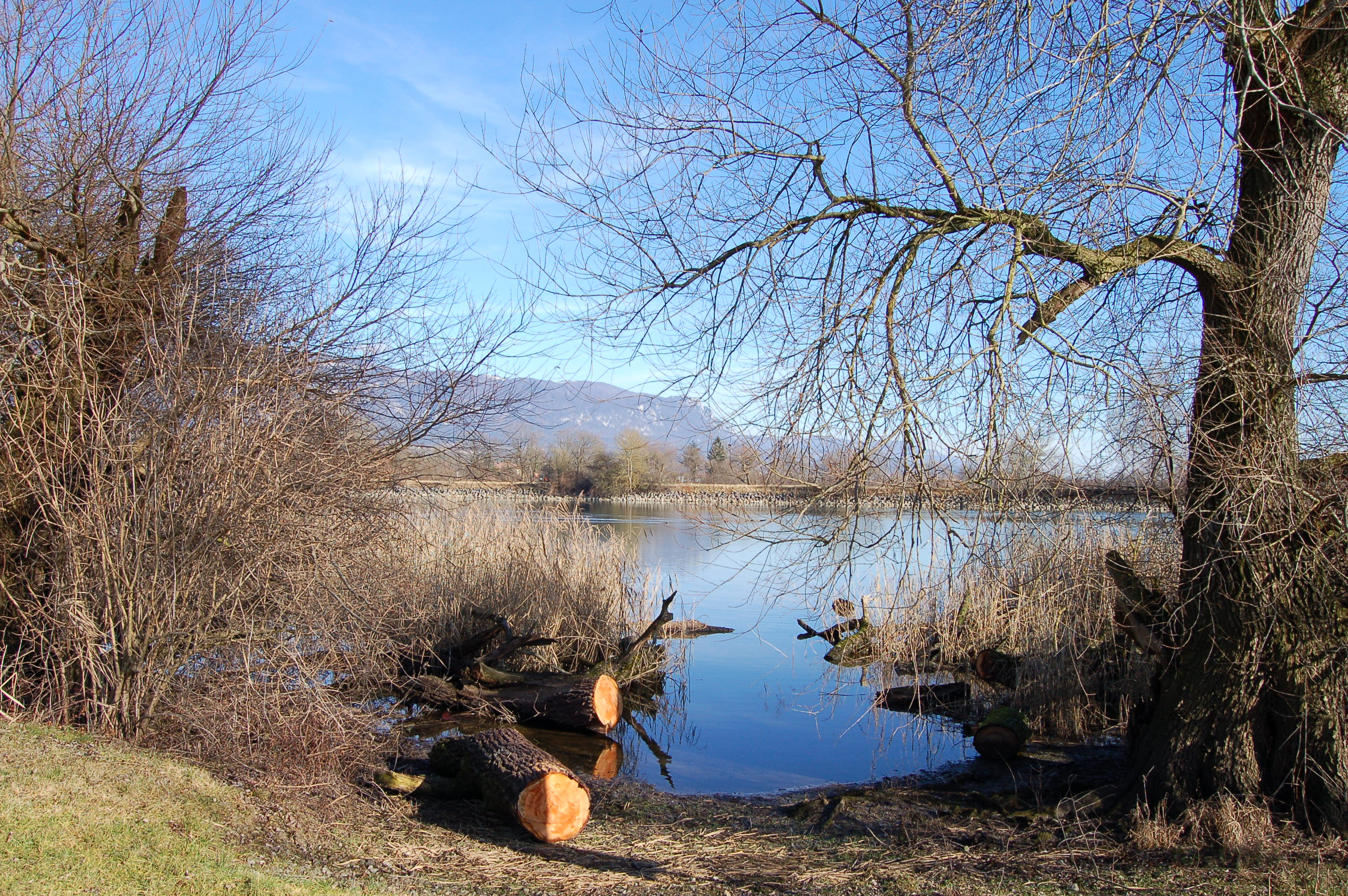
Aare